# Tadeusz Koc
Tadeusz Koc (na emigracji zmienił nazwisko na Tadeusz Kotz) (ur. 9 sierpnia 1913 w Grabanowie, zm. 3 czerwca 2008 w Collingwood) – pułkownik pilot Wojska Polskiego, major (ang. Squadron Leader) Królewskich Sił Powietrznych; dowódca dywizjonu 303 w okresie 20 listopada 1943 r. – 25 września 1944 r.

## Życiorys
Urodził się jako Tadeusz Koc we wsi Grabanów niedaleko Białej Podlaskiej. Latem po maturze (w 1934) odbył szkolenie na Hanriotach w ramach Przysposobienia Wojskowego Lotniczego w Lublinku pod Łodzią, a następnie został przyjęty do Szkoły Podchorążych Lotnictwa w Dęblinie. Po ukończeniu szkoły został mianowany na podporucznika ze starszeństwem z 1 października 1937 i 24. lokatą w korpusie oficerów lotnictwa, grupa liniowa. Został wcielony do 6 pułku lotniczego we Lwowie i przydzielony do 161 eskadry myśliwskiej na stanowisko pilota.
W kampanii wrześniowej 1939 roku walczył w składzie 161 eskadry myśliwskiej. 2 września pilotując samolot PZL P.11 zestrzelił Meserschmitta Bf 110. 17 września 1939 roku, po inwazji radzieckiej na Polskę, patrolował w rejonie Stanisławowa i prawdopodobnie był pilotem, który zestrzelił tego dnia radziecki lekki samolot bombowy R-5Sz koło Nadwórnej (okoliczności tego zdarzenia nie są jasne, a sam Koc temu zaprzeczył w późniejszych wspomnieniach).
18 września, po rozkazie ewakuacji, przeleciał samolotem do Gałacza w Rumunii. Po kampanii wrześniowej przedostał się z Rumunii przez Jugosławię oraz Grecję statkiem do Francji. Dopiero w lutym 1940 roku został skierowany na przeszkolenie na samolotach francuskich do Lyon-Bron. Po upadku Francji przedostał się 27 czerwca 1940 roku do Wielkiej Brytanii. 18 września uzyskał przydział do nocnego dywizjonu 307, latając jako pilot na dwumiejscowych samolotach Boulton Paul Defiant. Szybko przeszkolił się na jednomiejscowe myśliwce i otrzymał 12 października przydział do dywizjonu 303 (którego został późniejszym dowódcą), a 8 listopada do brytyjskiego 245 dywizjonu RAF. W marcu 1941 roku został przydzielony do polskiego 317 dywizjonu. 7 czerwca 1942 roku został przeniesiony do 308 dywizjonu, gdzie został dowódcą eskadry.
Został zestrzelony 3 lutego 1943 nad północną Francją, ratował się wyskakując na spadochronie. Dzięki pomocy miejscowej ludności, uzyskując fałszywe dokumenty i ubranie cywilne, uniknął niewoli i drogą lądową przez okupowaną Francję i granicę w Pirenejach dotarł do brytyjskiego konsulatu w Hiszpanii, po czym przez Gibraltar został ewakuowany samolotem do Wielkiej Brytanii. Już 21 lutego 1943 roku powrócił do dywizjonu. W lipcu 1943 roku przydzielony do dywizjonu 303, którym dowodził od 23 listopada 1943 do 25 września 1944 roku. Później był m.in. oficerem łącznikowym PSP w 12 i 13 Grupie Myśliwskiej RAF.
Zwolniony ze służby wojskowej w 1948 po zawarciu małżeństwa. Wraz z żoną wyjechał do Afryki, gdzie przez rok mieszkał w Suazi, pracując na farmie, powrócił jednak do Anglii. Podjął pracę w zakładach lotniczych Martin-Baker w Londynie, produkujących fotele katapultowe. W 1956 przeniósł się do Kanady do Collingwood, pracując dalej w filii Martin-Baker, do jej zamknięcia po anulowaniu w latach 60. programu samolotu Avro Canada CF-105 Arrow. Pracował później m.in. w fabryce lodówek i szyb samochodowych, do emerytury.
W 2005 roku opublikował w Kanadzie wspomnienia pt. „Błękitne niebo i prawdziwe kule”. Książka została opublikowana w Polsce po raz pierwszy w 2018 roku pod tytułem "303. Mój dywizjon".

## Życie rodzinne
Ożenił się w 1948 roku z poznaną w Wielkiej Brytanii Julią Jacyną, służącą w WAAF, Polką ewakuowaną z Syberii, dokąd jej rodzina została wywieziona przez władze radzieckie. W 1951 roku urodził się ich syn Henryk.

## Zwycięstwa powietrzne
Na liście Bajana zajmuje 50. pozycję z wynikiem 4 i 1/3 zestrzeleń pewnych i 3 prawdopodobnych.
Zestrzelenia pewne:
- 1/3 Do 17 – 2 września 1939 (pilotował P.11c)
- Bf 110 – 2 września 1939 (pilotował P.11c)
- Polikarpow R-5Sz (51 Brygada Lotnictwa Szturmowego) – 17 września 1939 (pilotował P.11c)[a]
- 1/2 x Fw 190 – 25 kwietnia 1942 (pilotował Spitfire V, JH-D nr BL410)
- Fw 190 – 28 kwietnia 1942 (pilotował Spitfire V, JH-M nr BL563)
- Fw 190 – 29 kwietnia 1942 (pilotował Spitfire V, JH-M nr BL563)

Zestrzelenia prawdopodobne:
- Bf 109 – 8 listopada 1941 (pilotował Spitfire V, JH-Y nr W3970)
- Fw 190 – 29 kwietnia 1942 (pilotował Spitfire V, JH-M nr BL563)
- Fw 190 – 3 lutego 1943 (pilotował Spitfire V, ZF-[?] nr BL977)

## Ordery i odznaczenia
- Krzyż Srebrny Orderu Wojennego Virtuti Militari nr 8495
- Krzyż Walecznych – czterokrotnie
- Polowa Odznaka Pilota
- brytyjski Distinguished Flying Cross